# Igene
Igene is een geslacht van kreeftachtigen uit de klasse van de Ostracoda (mosselkreeftjes).

## Soorten
- Igene bryx Kornicker, 1992
- Igene curtus Chavtur, 1983
- Igene illex Kornicker, 1995
- Igene walleni Kornicker, 1975